# Вайк, Петер
Петер Вайк (эст. Peeter Vaik ; род. 9 ноября 1948 года) — советский пловец в ластах.

## Карьера
Подводным спортом занимался с 1964 года. В 1969 году выполнил норматив мастера спорта международного класса.
Пятикратный чемпион Европы по скоростному плаванию. Неоднократно становился призёром СССР и Эстонии.
Неоднократно становился призёром чемпионатов мира, Европы, СССР и Эстонии по подводному ориентированию.